# Fuze Tea

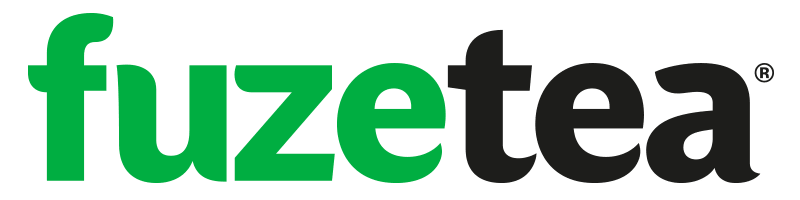
Logo

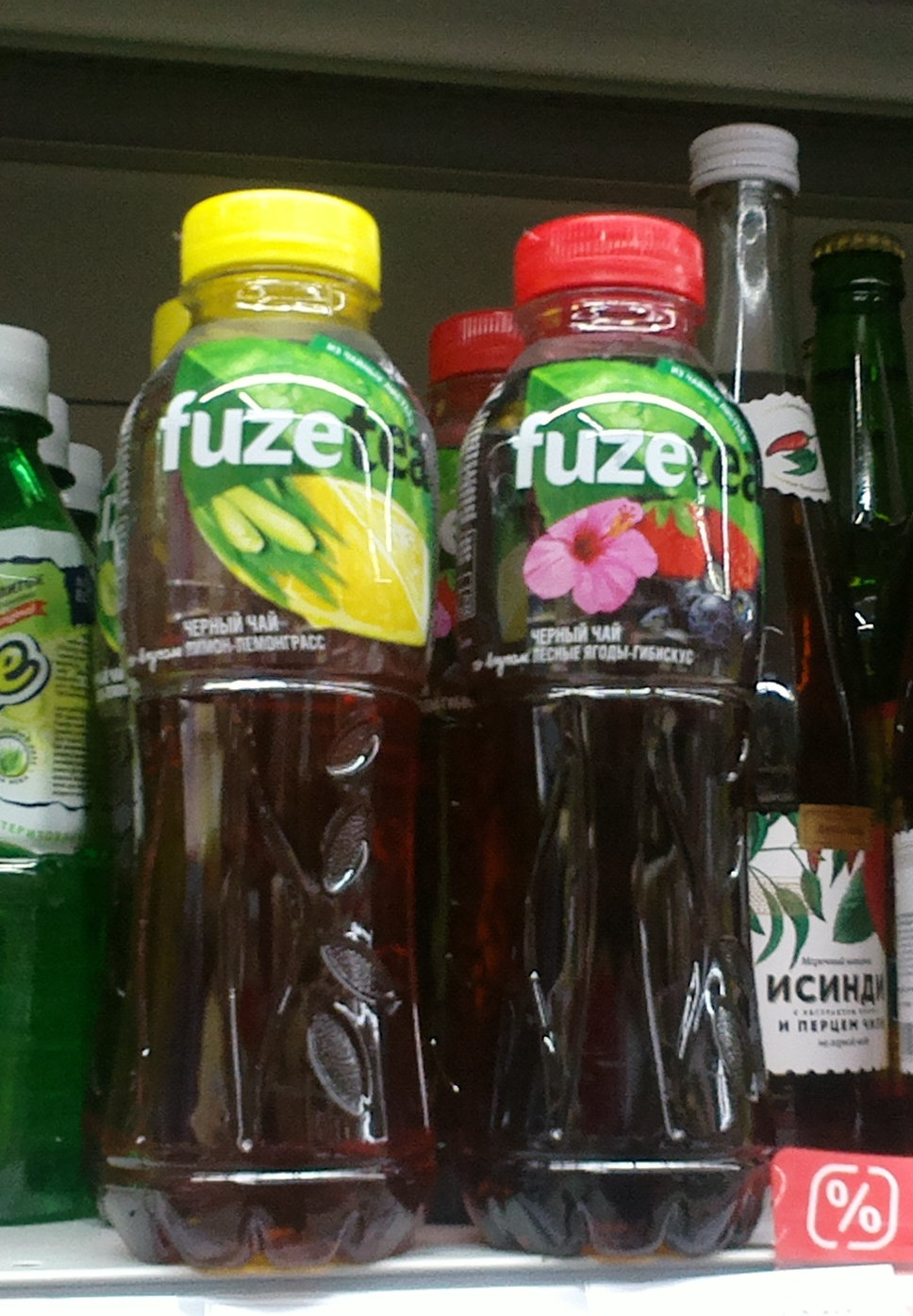
Russische Flaschen

Fuze Tea ist eine im Jahr 2018 eingeführte Marke für Erfrischungsgetränke der The Coca-Cola Company. Unter dieser Marke wird Früchtetee und Eistee in verschiedenen Sorten produziert und verkauft. In der Schweiz, Georgien, Kasachstan und der Türkei werden die Getränke unter dem Markennamen Fuse Tea vermarktet, um unerwünschte vulgäre Assoziationen zu vermeiden.

## Entstehung
Der Vorgänger von Fuze Tea ist Nestea. Nestea stammt aus einer Kooperation mit Nestlé. Im Jahr 2017 entschied sich Coca-Cola die Kooperation mit Nestlé zu beenden. Nestea wurde mit anderen Partnern von Nestle jedoch bis Anfang 2023 weiter produziert.
Im Januar 2018 hat die Produktion von Fuze Tea begonnen. Die Produktion übernimmt nun Coca-Cola alleine.
Ab März 2020 wurden die Rezepturen der bisherigen Sorten durch neue Rezepturen ersetzt, die anstelle von Tee-Extrakt gebrühten Tee verwendeten. 2025 wurde diese Änderung revertiert und wieder Tee-Extrakt eingesetzt.

## Sorten (Deutschland)
Zurzeit verkaufte Sorten in Deutschland:
- Pfirsich; seit 2018
- Pfirsich-Hibiskus; seit 2018
- Zitrone; seit 2018
- Limette-Minze; seit 2019
- Mango-Kamille; seit 2018
- (prickelnder Eistee) Zitrone (mit Kohlensäure); seit 2019
- Blaubeer-Jasmin; seit April 2020 als limitierte Frühlingsedition
- Himbeer-Minze; seit April 2020 (ohne Zucker)
- Apfel-Zimt; seit Oktober 2020 als limitierte Winteredition[1]
- Blaubeer-Lavendel, seit 2023

## Verpackungen (Deutschland)
- PET-Einwegflasche zu 25 Cent Pfand: 0,4 l, 1 l, 1,25 l und 1,75[6] l
- Einwegdose zu 25 Cent Pfand (nur prickelnder Eistee Zitrone): 0,33 l
- Glas-Mehrwegflasche zu 15 Cent Pfand: 0,3 l, 1 l[7]